# Distrikt Ocuviri
Der Distrikt Ocuviri liegt in der Provinz Lampa in der Region Puno im Süden Perus. Der Distrikt besitzt eine Fläche von 880 km². Beim Zensus 2017 wurden 2422 Einwohner gezählt. Im Jahr 1993 lag die Einwohnerzahl bei 1893, im Jahr 2007 bei 2655. Sitz der Distriktverwaltung ist die 4230 m hoch gelegene Ortschaft Ocuviri mit 720 Einwohnern (Stand 2017). Ocuviri befindet sich knapp 65 km westnordwestlich der Provinzhauptstadt Lampa.

## Geographische Lage
Der Distrikt Ocuviri liegt im Andenhochland im Nordwesten der Provinz Lampa. Im Südosten erhebt sich ein bis zu 5200 m hohes Gebirgsmassiv mit den Gipfeln Yanahuara, Conaviri und Tanilu. Im Gebiet gibt es mehrere Seen, darunter der Lago Ananta im äußersten Süden sowie der Lago Chulpia im äußersten Nordwesten. Das Areal wird über den Río Ocuviri (später Río Lallimayoc) nach Norden zum Río Pucará (auch Río Santa Rosa) entwässert.
Der Distrikt Ocuviri grenzt im Westen an die Distrikte Condoroma und Pallpata (beide in der Provinz Espinar), im Norden an die Distrikte Llalli und Umachiri (beide in der Provinz Melgar), im Nordosten an den Distrikt Ayaviri (ebenfalls in der Provinz Melgar), im Osten an die Distrikte Vilavila und Palca, im Südosten an den Distrikt Paratía sowie im Süden an den Distrikt Santa Lucía.

## Ortschaften
Neben dem Hauptort gibt es in dem Distrikt folgende größere Ortschaften:
- Caycho
- Cerro Minas
- Chapioco
- Jatun Ayllu
- Parina
- Tupac Amaru
- Vilcamarca